# Hiljson Mandela
Ivan Hilje, född 15 september 1992 i Zagreb, mer känd under artistnamnet  Hiljson Mandela (ibland stiliserad Hilj$on), är en kroatisk hip-hop rappare och låtskrivare samt medlem i hip-hop bandet KUKU$ Klan från Zagreb. År 2008 grundade han bandet Prazna Lepinja, där han sjöng och spelade saxofon. År 2013 släppte de sitt första album Danasutra.
Med sina två vänner – Ivan Godin (mer känd som Goca R.I.P) och  Mislav Kljenak (mer känd som Iso Miki) – grundade han hiphopgruppen KUKU$ i sin hemstad Zagreb år 2013, vilket gjorde dem till pionjärer för trapmusik i Kroatien.
Debutsoloalbumet Mandela Effect släpptes i maj 2022. Albumet blev snabbt populärt på grund av virala låtar som Cura S Kvarta, Mbappé, McLaren (inspelad i samarbete med den serbiska reggaeton-sångaren och rapparen Rasta), Neće K***c (med rapparen Grše från Split), Lova och andra.
År 2020 vann han priset Cesarica för sitt samarbete med sångerskan Zsa Zsa för låten Ova ljubav. I september 2022 släppte han låten med Miach "NLO" som blev nominerad för Cesarica för andra gången i sin karriär. Han är vinnaren av priset Zlatni studio 2023 för "en av de bästa nya ansiktena på musikscenen".

## Priser och nomineringar
| År   | Organisation            | Kategori                          | Den nominerade arbetet   | Resultat  |
| ---- | ----------------------- | --------------------------------- | ------------------------ | --------- |
| 2020 | Cesarica                | Årets hit                         | "Ova ljubav" med Zsa Zsa | Vann      |
| 2022 | Cesarica - Månadens hit | Månadens hit (oktober)            | "NLO" med Miach          | Vann      |
| 2022 | Cesarica                | Årets hit                         | "NLO" med Miach          | Nominerad |
| 2023 | Zlatni studio           | Bästa nya ansiktet på musikscenen | -                        | Vann      |

## Diskografi

### Album
Prazna Lepinja
- Danasutra (2013)[5]

Kuku$ Klan
- Flexikon (2014)
- BMK — BogateМladeКmice (2015)
- О kuku$ima se ne raspravlja (2015)
- GameChanger (feat. Shira Rodbina) (2015)
- Drugo Koljeno (feat. Shira Rodbina) (2016)
- Тriestri — Gram Тurizlo (2017)
- Аnđeli i Bomboni (2018)
- Glupi tejp (2019)

Mandela Effect (2022)

### Singlar
- "Dona flores" ft. Tone Tuoro (2015)
- "Žene gazele" ft. High5 (2015)
- "Katty Perry" ft. High5 (2015)
- "95" ft. Klinac (2019)
- "Tu sam" ft. Vekac (2019)
- "Zvijezde" ft. Zembo Latifa (2020)
- "Bebica" (2020)
- "Ova ljubav" ft. Zsa Zsa (2020)
- "Bog zna" ft. Stoka (2021)

- "NLO" ft. Miach (2022)